# Губинський Михайло Володимирович
Михайло Володимирович Губи́нський (нар. 07. 01. 1958 року, м. Кривий Ріг Дніпроп. обл.) - відомий учений у галузі теплоенергетики та теплотехніки, доктор технічних наук, професор. Академік АН вищої школи з 2005 року за науковим відділенням металургії. Народився 07 січня 1958 року в м. Кривий Ріг, син Володимира Йосиповича Губинського (фахівець у галузі промислової теплотехніки).

## Життєпис
Закінчив Дніпропетровський металургійний інститут 1980 р. за спеціальністю «Теплотехніка та автоматизація металургійних печей».
Навчався в аспірантурі 1980-1983 рр.
В 1984 р р. захистив кандидатську дисертацію «Розробка і впровадження режимів нагріву двошарових труб в середі газу високого тиску, що забезпечують підвищення якості дифузійного зварювання».
Навчався у докторантурі 1993-1995 рр.
В 1997 році захистив докторську дисертацію на тему «Теплотехнічні основи отримання біметалевих виробів в компресійних печах».
Основне місце роботи впродовж усього трудового життя - Національна металургійна академія України (Державна металургійна академія України, Дніпропетровський металургійний інститут).
В 2002 р. отримав вчене звання професора по кафедрі промислової теплоенергетики.

## Науковий доробок
Основні результати пов'язані з розробкою наукових та інженерних основ теплофізичних процесів при дифузійному зварювання труб, термічній переробці біомаси, отриманні високочистого вуглецевого матеріалу (графіту).
Основні одержані гранти та проєкти:
- 2001-2002 роки. Грант фонду Джона Д. та Кетрін Т. Макартурів #00-62631-000 «Використання енергетичного потенціалу біомаси в умовах перехідної економічної ситуації в Україні»;
- 2012-2014 рр. Міжнародний проєкт BNL-T2-0372-UA «Переробка використаних батарей електричних приладів» в рамках програми департаменту Енергетики США GIPP (проєкт УНТЦ 482);
- 2012-2014, 2014- 2019 Партнерський проєкт УНТЦ Р645 «Моделювання термостатування акумуляторних батарей при низьких температурах».

Основні прочитані курси: Високотемпературні процеси та установки, Енергозбереження в металургії.
Автор більш ніж 150 наукових праць та публікацій у міжнародних виданнях, які індексуються в міжнародній наукометричній базі Scopus. При цьому за даними бази Google Scholar загальна кількість цитувань складає - 212, а індекс Гірша – 3.
Підготовлено 10 кандидатів наук і 3 доктори наук.
Головний редактор журналу «Металургійна та гірничорудна промисловість». Голова спеціалізованої ради по захисту дисертацій Д 08.084.05.

## Нагороди[2]
Нагорода Ярослава Мудрого АН ВШ України (2017).

## Місце роботи, посада
Національна металургійна академія України, професор кафедри енергетичних систем та енергоменеджменту